# Symphlebia citrarius
Symphlebia citrarius är en fjärilsart som beskrevs av Paul Dognin 1889. Symphlebia citrarius ingår i släktet Symphlebia och familjen björnspinnare. Inga underarter finns listade i Catalogue of Life.